# Felix von Ende
Felix Friedrich Freiherr von Ende (* 4. April 1856 in Breslau, Provinz Schlesien; † 13. November 1929) war ein deutscher Genre- und Landschaftsmaler.

## Leben

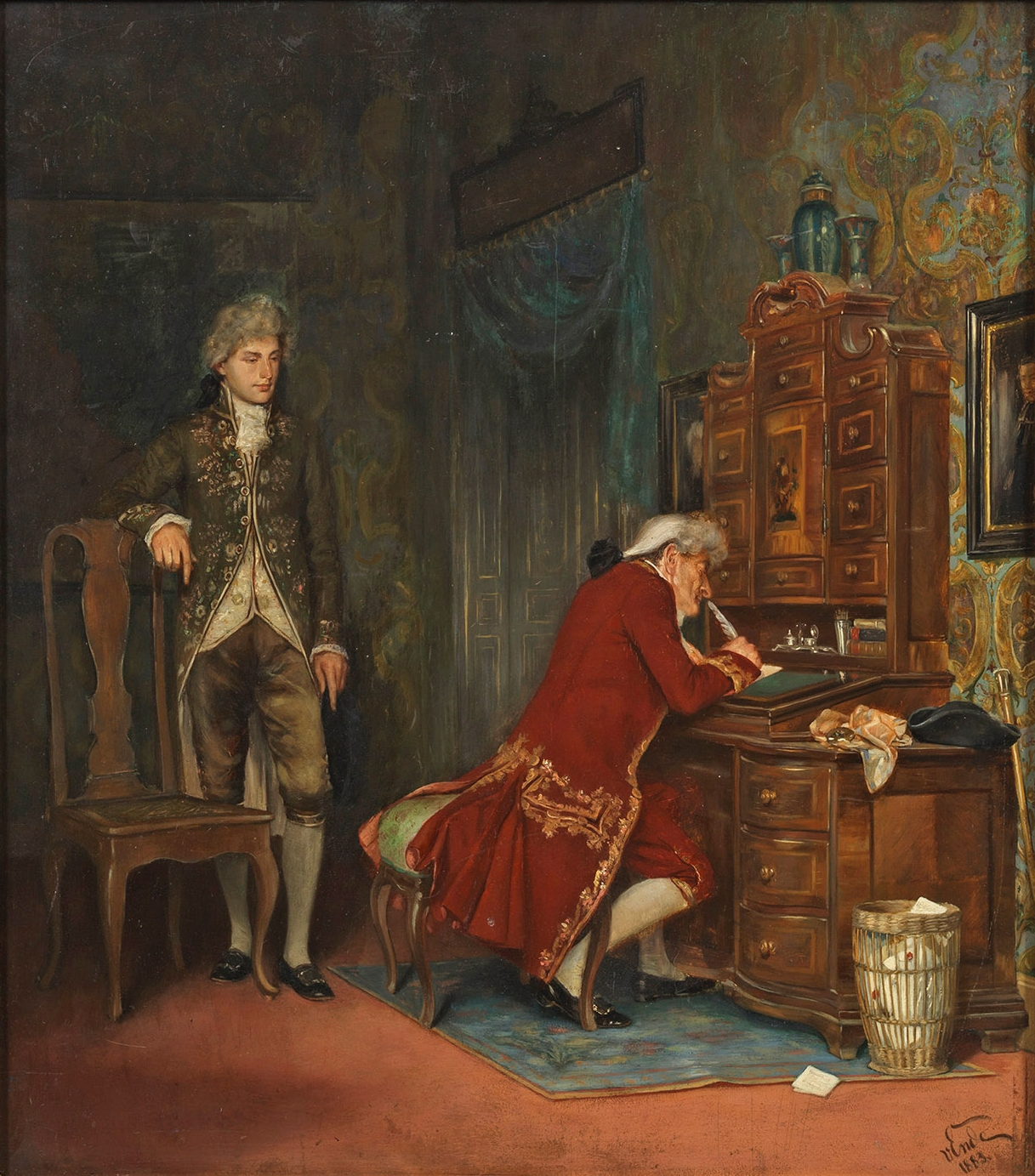
Barock-Interieur mit einem Jüngling und schreibendem Herrn, 1883

Von Ende, eines von dreizehn Kindern des Breslauer Landrats und freikonservativen Reichstagsabgeordneten August von Ende und dessen Ehefrau Eleonore, einer geborenen Gräfin von Königsdorff (1831–1907), wuchs in Breslau auf und besuchte ab 1872 die Kunstakademie Düsseldorf. Im Januar des gleichen Jahres war sein Vater, seit 1870 Regierungsvizepräsident in Schleswig, zum Regierungspräsidenten von Düsseldorf ernannt worden. An der Düsseldorfer Akademie, wo von Ende bis 1878 studierte, waren Wilhelm Lotz, Andreas und Karl Müller, Wilhelm Roßmann, Heinrich Lauenstein sowie vor allem Eduard Gebhardt und Julius Roeting seine Lehrer. Am 4. Dezember 1880 schrieb er sich für das Fach Malerei an der Königlichen Akademie der Bildenden Künste in München ein. Nach dem Studium blieb er in der bayerischen Hauptstadt und wurde Mitglied der Münchener Secession.
Von Ende gehörte zu den Künstlern, die im 19. Jahrhundert eine Vorliebe für höfische Genreszenen pflegten und das Rokoko wieder aufgriffen. Er stellte seine Werke auf großen Ausstellungen in München, Wien und Berlin aus. Von 1886 bis 1889 nahm er an Berliner Akademieausstellungen teil, von 1891 bis 1894 an Großen Berliner Kunstausstellungen. 1888 war er in Wien vertreten, 1901 im Münchner Glaspalast.
Von Ende war verheiratet mit Elisabeth Hartmann (1871–1942), einer Enkelin des Maschinenfabrikanten und Eisenbahnpioniers Richard Hartmann und Tochter des Unternehmers und Wirtschaftsberaters Gustav Hartmann. Über seine zwei Jahre ältere Schwester Margarethe wurde er im Jahr 1882 Schwager des Großindustriellen Friedrich Alfred Krupp. Dessen Familie beriet er in Kunstfragen, etwa bei Anschaffung von Gemälden für die Villa Hügel. Von Endes Bruder Siegfried beschritt eine Militärkarriere. Ihr gemeinsamer Onkel war Graf Felix von Königsdorff.